# 長花九頭獅子草
長花九頭獅子草（学名：Peristrophe roxburghiana）为爵床科九頭獅子草屬下的一个种。